# Luis Méndez de Haro
Luis Méndez de Haro, markis, senare greve av Carpio, född 17 februari 1598 i Valladolid, död 26 november 1661 i Madrid, var en spansk politiker.
Haro efterträdde 1644 i en bekymmersam tid sin släkting Olivares som spansk premiärminister. Som sådan avslöt han med Jules Mazarin 1659 pyreneiska freden och blev därigenom, trots de rätt ogynnsamma fredsvillkoren, mycket populär. I sin inre politik gynnade Haro jordbruket samt intresserade sig för konst och litteratur.